# Histoire de la culture du coton en Inde
L'histoire de la culture du coton en Inde est marquée par une croissance précoce, puis des renaissances en fonction des cycles d'expansion de l'industrie textile. L'Inde produit très tôt les plus rares et les plus belles étoffes de coton, qui font vivre des centaines de milliers de personnes, puis doit adapter son offre agricole à de nouvelles variétés de coton plus adaptés à la production à grande échelle.

## L'époque antique
Le coton se cultive dans le sous-continent indien depuis plus de cinq mille ans, où le climat chaud et humide s'y prête. Les Grecs trouvèrent le coton en Inde, selon les écrits d'Hérodote : « Les Indiens ont une sorte de plante qui produit, au lieu de fruits, de la laine plus belle et plus douce que celle des moutons ; ils en font leurs vêtements ». Le philosophe avait auparavant parcouru, au IIe siècle av. J.-C., l'Égypte et l'Asie occidentale, sans y voir de coton.
Au premier siècle de notre ère, le commerce d'étoffes indiennes, jusque-là limité à l'Asie occidentale, se déplace vers l'Ouest de la Méditerranée. En même temps, la culture de la plante et la filature du coton se répandaient hors de l'Inde vers la Perse et l'Arménie.
C'est dans les États du centre de la République de l'Inde (Maharashtra, Gujerat et Tamil Nadu) que la culture du coton s’est le plus développée. Réservées à la fabrication des bougies, les premières mèches de coton apparaissent en Angleterre en 1298.

## LeXVIIesiècleet le succès des indiennes de coton en Europe
En 1664 Colbert créée la Compagnie des Indes orientales. De Pondichéry et Calcutta, 8 à 10 vaisseaux chargés de tissus arrivent annuellement à Lorient. 
La communauté arménienne de Marseille, par ses liens avec l'Orient, est la première à importer des indiennes et à initier des artisans locaux à leur reproduction, avec des peintures colorées.
Leur présence amène Jean-Baptiste Colbert à créer en 1669 le port franc de Marseille où des Arméniens ruinés par la chute de Candie, s’installent à sa demande, les chofelinspour apprendre aux « maîtres cartiers » marseillais à peindre les cotonnades de façon différente : ils maîtrisent la technique des « indiennes de Masulipatnam », appelée aussi Machilipatnam.

## LeXVIIIesiècle, développement des comptoirs français et anglais
En 1764, l'importation du coton en Angleterre provenait du Levant pour la plus grande partie, et il en fut ainsi jusque vers l'année 1778, à partir de laquelle, jusqu'à la fin du siècle, l'Angleterre reçut la presque totalité de son approvisionnement de la Guyane et des « Indes occidentales », c'est-à-dire de la Caraïbe, principalement l'île française de Saint-Domingue.
L'expansion anglaise en Inde fut très progressive au XVIIIe siècle, période au cours de laquelle elle n'avait pas eu de corrélation avec la production cotonnière, car elle a commencé avant les succès des premiers entrepreneurs du coton britannique. En 1756 la victoire de la Bataille de Plassey, donne à la Compagnie anglaise des Indes orientales le contrôle du Bengale et ouvre la voie aux conquêtes progressives de  l'Inde britannique pendant un siècle et demi. Après la bataille de Buxar, l’empereur Shah Alam II est forcé de désigner la compagnie « Diwan » dans les régions du Bengale, du Bihar, et de l’Orissa, pour contrôler la grande majorité des plaines du Gange.

## Le début duXIXesiècleet l’expansion des cultures
L'importation en Angleterre de coton en provenance de l'Inde a augmenté de façon très lente: 50 000 balles en 1822, 64 000 balles en 1826 et 84 795 balles en 1828. Cette progression s'accompagne d'une extension des zones contrôlées par la Compagnie anglaise des Indes orientales. En 1823, le chef sikh Ranjît Singh (1780-1839) s'empare du Cachemire et les Rajputs se soumettent aux Britanniques, tandis que trois ans plus tard, en 1826 le traité de Yandabo, sanctionne la première guerre anglo-birmane : les Birmans cèdent le royaume d'Arakan et des anciens territoires siamois du Tenasserim, Ye, Tavoy et Mergui. A peu près au même moment, en 1825, le Coromandel est cédée à la compagnie britannique par les Pays-Bas. Plus généralement, en 1845, les Hollandais vendent l’ensemble de leurs territoires indiens aux Britanniques. Mais il faudra attendre 1858 pour que le parlement britannique transfère le pouvoir politique de la compagnie des Indes à la couronne britannique.
Dans la première partie du XIXe siècle, les premières filatures s'installent à Bombay mais les britanniques préfèrent envoyer du coton brut vers les usines d'Angleterre. La « Cotton Supply Association », créé en 1828 à Manchester pour promouvoir la culture du coton sur tous les continents, lance peu après des concours dotés de prix, organisés chaque année, pour récompenser les meilleures plantations de l’Inde centrale. Les industriels de Manchester souhaitent ainsi se prémunir contre une éventuelle révolte noire dans les plantations des nouveaux États esclavagistes du Sud des États-Unis : Alabama, Louisiane et Mississippi.
Les industriels du coton anglais « n’ont pas besoin de faire prêter à la confédération esclavagiste l’immense appui de la marine et des finances britanniques. Il leur suffit de s’adresser à tous les pays producteurs de coton, aux Antilles, à la Colombie, à l’Hindoustan, et, grâce à la hausse des prix (causée par la forte demande), leur appel sera bientôt entendu », écrit alors en 1860 le géographe Élisée Reclus.

## Les Anglais renforcent leur présence dans les années 1850
Les années 1850 sont caractérisées par un doublement des cours mondiaux du coton, sous l’effet de la forte croissance économique mondiale des années 1850. C'est au cours de cette décennie que les sous-vêtements en coton bon marché se diffusent, car ils permettent de les nettoyer fréquemment et d’en changer souvent. 
La demande mondiale de coton brut augmente de 11,75 % par an sur la période 1849-1863, contre 1,15 % entre 1800 et 1848, avant de revenir pour 1867-1936 à une expansion moins forte (2,75 % par an), qui ralentit encore après 1937 (2,3 %), selon l'analyse historique des quatre grandes périodes de croissance cotonnière effectuée des chercheurs du CIRAD.
En 1840, le coton brut représente 55 % à 65 % des coûts d'une filature anglaise, qui paie la matière deux fois plus cher qu'une filature égyptienne. Entre 1840 et 1860, l'Angleterre multiplie par huit ses importations de coton indien : 463 000 bales contre 56923.
Les Anglais avaient créé la première usine textile à Calcutta en 1838 mais à partir de 1853, ce sont des Parsis et des Hindous qui introduisent cette industrie à Bombay. Les Parsis de Bharuch (Broach, Barygaza) viennent après ceux de Bombay ; ils font des atîaires sur le coton et possèdent plusieurs cotlonrjins. Malgré une politique douanière de « dissuasion », les premières filatures et les premiers tissages sont ainsi fondés à Bombay en 1854, traitant le coton et la laine, le jute, plus tard, à Calcutta, où elle est lancée par des Écossais. Cet ensemble prend de l'importance lorsque le chemin de fer la relie aux plantations de coton du Deccan et du Pendjab  et Bombay compte dix usines en 1865 puis 95 en 1900 dont 85 aux mains de capitaux indiens, qui se sont ouverts les marchés asiatiques à partir de 1880.
La famille Tata compte ainsi des participations dans plusieurs plantations de coton, mais elle s'enrichit grâce à la flambée des cours du coton consécutive à la guerre de Sécession, qui valorise les cargaisons qu'elle exporte en Chine.

## Les premiers chemins de fer
Sept ans après la construction lancée en 1844 par la Compagnie des Indes orientales et le Gouverneur général des Indes Henry Hardinge, le premier train roula le 22 décembre 1851, et fut utilisé pour le transport de matériel de construction à Roorkee, précédent, le 16 avril 1853, le premier train de voyageurs entre Bombay et Thana (soit 34 km) fut inauguré, signant officiellement la naissance du chemin de fer en Inde.
Les filatures anglaises constatent que la fibre de coton indien casse fréquemment, faute d’une bonne longueur de soie. Pour éviter les coûts élevés qu’aurait entraîné une modification des machines, le gouvernement colonial britannique introduit le coton américain en Inde, avec pour inconvénient plusieurs maladies végétales, dont le charançon du coton, appelé aussi « ver de la capsule ». Le coton américain (Gossypium hirsutum) exige trois fois plus d’eau et d’intrants que le coton indien (Gossypium herbaceum), et il épuise les sols plus vite : ses rendements chutent après trois ans, alors que ceux du coton indien restent constants pendant trente ans. 
Les Anglais implantent aussi sur place des usines et mettent au chômage des artisans, causant la révolte des Cipayes, menée par des soldats servant dans la Compagnie anglaise des Indes orientales. Mais globalement, elle vend surtout en Inde le coton de ses propres usines. Ainsi, en 1858, l'Angleterre importe de l'Inde 87 millions de kilos de coton brut et y exporte 88 millions de kilos de tissus et de filés, représentant une valeur quadruple de celle de la matière première.

## En 1858, l'Inde entre dans l'empire britannique mais fournit encore la France
Dès 1858, les industriels français commencent à importer eux aussi du coton des régions de Sumate et Madras en Inde : ainsi en 1858, il s'est vendu en France 17 000 balles de coton indien, même si ses fibres présentent plus de difficulté dans la fabrication que le coton « longue laine » d'Amérique. L'Inde est alors le 2e producteur mondial, loin derrière les États-Unis, avec 650 000 bales. Sur ce total, 482 500, soit 80 %, va à l'Angleterre et le reste à la France, qui se fournit plutôt en Amérique. Mais comme l'Angleterre importe 46 % du coton mondial et la France seulement 10 % à 12 %, c'est cette dernière qui est alors encore la mieux servie en Inde, qui ne deviendra colonie anglaise qu'en 1858. L'ouverture du canal de Suez, en 1869, permet à Bombay de devenir l'un des plus importants ports de l'Asie.

## Le coup de pouce de la guerre de Sécession
Après la guerre de Sécession américaine, les industriels anglais du Lancashire ont commencé à importer en très grande quantité du coton indien, mais les filatures ont constaté que la fibre de coton indien cassait fréquemment à cause d’une longueur de soie moindre. Pour éviter les coûts élevés qu’aurait entraîné une modification des machines, le gouvernement colonial britannique a introduit la culture du coton américain en Inde, avec pour inconvénient plusieurs maladies végétales, dont le ver de la capsule. Le coton américain (Gossypium hirsutum) exige trois fois plus d’eau et d’intrants que le coton indien (Gossypium herbaceum), et il épuise les sols plus vite : ses rendements chutent après trois ans, alors que ceux du coton indien restent constants pendant trente ans.

## La situation en 1910: l'expansion dans le Penjab grâce à l'irrigation
En 1910, les provinces de coton les plus cultivées en coton, sont celles de Bérar (1212 milliers d'hectares), qui bénéficie de terres noires et de pluies régulières sur toute son étendue, et de Madras (812 milliers d'hectares), devant la plus ancienne, Bombay (548 milliers d'hectares), les provinces centrales (456 milliers d'hectares). Vient ensuite le Pendjab (511 milliers d'hectares), nouvelle région cotonnière, où le gouvernement anglais a construit de longs canaux d'irrigation et fait venir des paysans plus ouverts aux techniques agricoles modernes, comme le recours au pesticide.

## Le boycott organisé par Gandhi en 1920
Le boycott des produits manufacturés anglais et un appel en faveur du tissage local font partie du « programme de non-coopération » que lance Gandhi en 1920, et qui est formulé à la session spéciale du Congrès de septembre 1920. Dans le cadre de sa politique de boycott des marchandises étrangères, spécialement anglaises, il demande que le khadi (vêtement fait maison) soit porté par tous les Indiens au lieu des textiles britanniques. Riches ou pauvres, hommes ou femmes, doivent filer chaque jour afin d'aider le mouvement d'indépendance.
Gandhi donna l'exemple en décidant de filer lui-même au rouet le khadi. En décembre 1920 il réussit à rallier la majorité du Congrès à son programme de non-coopération, qui inquiéta les autorités car menaçant l'industrie des tissus de coton dont l'Inde était le principal acheteur mais aussi l'un des principaux fournisseurs de la matière première après les États-Unis.

## LeXXesiècleet l’expansion du coton du Pakistan
Après l'indépendance du Pakistan en 1947, qui le sépare de l'Inde, une divergence très forte entre les deux parties du pays émerge : les gens de l'Ouest s'allient aux musulmans du Bengale pour développer l'agriculture. la culture du maïs est concurrencée sur certaines terres par celle du coton, avec de nouvelles techniques agricoles pour augmenter les rendements, sur des terres à l'abri de la mousson. À la même époque, le manque de devises fortes, comme le dollar ou la livre sterling, amenait vers 1950 les industriels textiles de la métropole lilloise à se procurer leur matière première au Pakistan à des prix bien plus élevés qu'aux États-Unis.
La production de coton du Pakistan occidental a dans la foulée enregistré une multiplication par 18, passant en vingt ans de 350 millions de yards en 1947-1948, à 6 836 millions dans les années 1967-1968. Sur la même période, la production au Pakistan oriental a stagné à 550 millions de yards. Le Pakistan entre ainsi dans le club des cinq premiers pays producteurs mondiaux, avec la Chine, les États-Unis, l'Ouzbékistan, et l'Inde, qui concentrent à eux quatre 73,4 % de l'offre mondiale dès 1994, la Chine pesant à elle seule environ le quart de la production mondiale.

## XXIesiècle
Entre 2003 et 2008, la production de coton a augmenté de 250 %. Cette augmentation correspond à l'arrivée du coton Bt en Inde, qui est passé de 1,03 % à 81,1 % des semences .

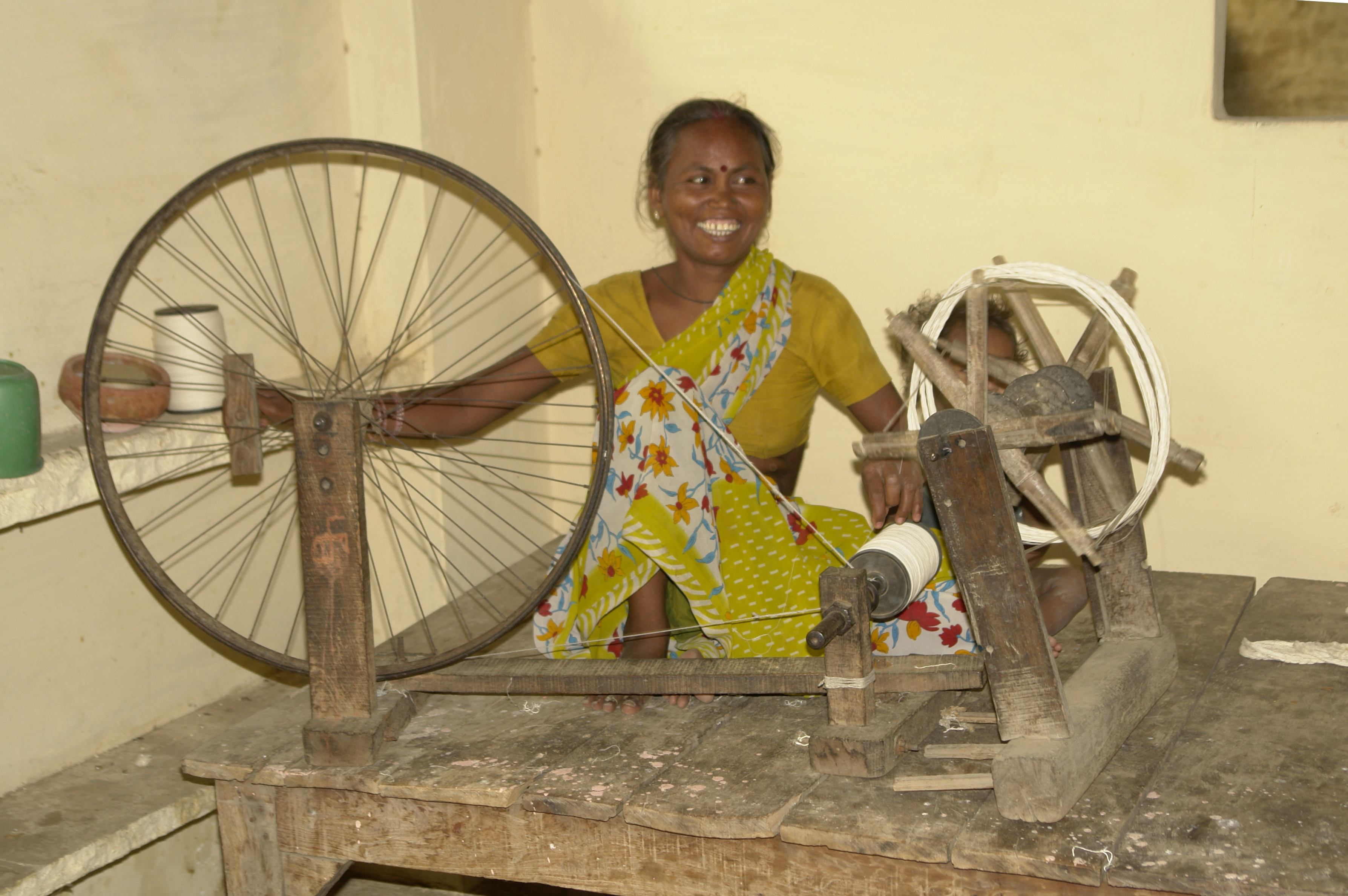
Femme filant du coton en Inde en 2010.